# Hilkerode
Hilkerode is een dorp in de Duitse gemeente Duderstadt in de deelstaat Nedersaksen. In 1973 werd het dorp bij Duderstadt gevoegd.
Hilkerode wordt voor het eerst vermeld in een oorkonde uit 1151. Hilkerode was vanaf de late middeleeuwen één der 11 raadsdorpen van Duderstadt. In de 19e eeuw waren veel dorpelingen, die als boer te weinig konden verdienen, bouwvakker of marskramer van beroep. Met een zgn. Riff op de rug gegespt (zie het wapen van het dorp) ventten ze overal in de wijde omgeving textielproducten uit. Kort voor de Tweede Wereldoorlog kwam aan deze handel een einde. Veel inwoners werken nog wel als bouwvakker of ambachtsman elders, maar ze hebben een betrekking in Duderstadt of in een andere stad.

Noordelijk van het dorp, aan een beek, die Eller heet, ligt, deels op het gebied van de gemeente Rhumspringe, een natuurreservaat met de naam Rhumeaue/Ellerniederung/Gillersheimer Bachtal.

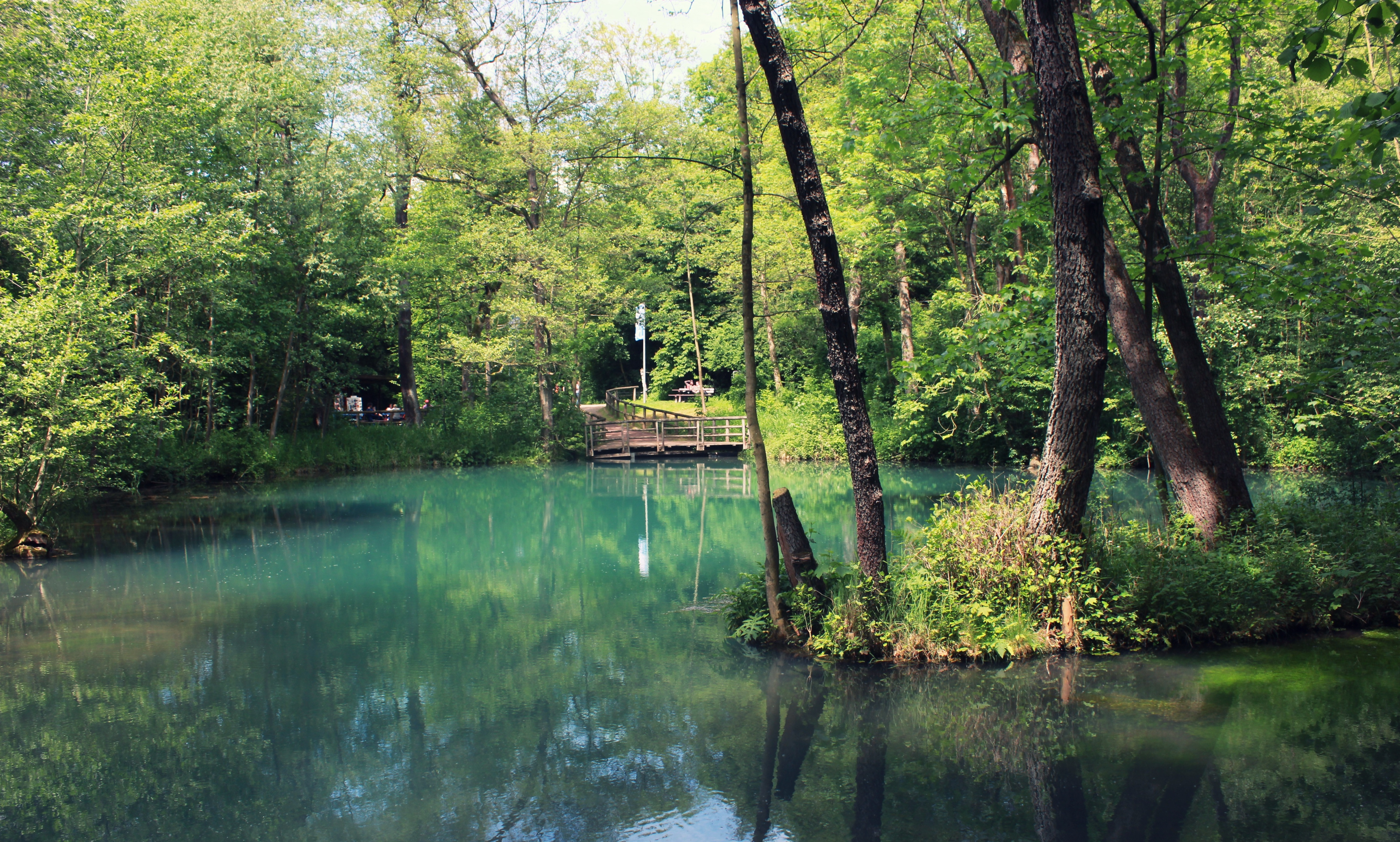
In het natuurgebied Rhumeaue/ Ellerniederung/ Gillersheimer Bachtal

Het dorp heeft een moderne katholieke kerk uit 1969. Het bouwwerk heeft ten minste drie voorgangers gehad, waarvan de eerste gereed was in 1422. Naast een katholieke kerk heeft het dorp een evangelisch-lutherse kerk uit 1959.
- Nationale Bibliotheek van Israël: 987007496755805171
- Virtual International Authority File: 146791569